# Xã Loup, Quận Merrick, Nebraska
Xã Loup (tiếng Anh: Loup Township) là một xã thuộc quận Merrick, tiểu bang Nebraska, Hoa Kỳ. Năm 2010, dân số của xã này là 753 người.